# Le Bonnet
Le Bonnet, aussi appelé mont Bonnet, est une montagne située dans la municipalité de Saint-Magloire, dans Les Etchemins. Cette montagne du massif du Sud dans les Appalaches est très reconnaissable par sa grande croix illuminée érigée au sommet du mont.

## Géographie
Le mont Bonnet se situe au sud-ouest du village de Saint-Magloire, plus précisément à la fin de la lignée droite du rang Saint-Cyrille, près de la municipalité de Sainte-Sabine. Au sommet, la vue s'étend sur les municipalités et paroisses de Saint-Magloire, Saint-Fabien-de-Panet, Saint-Camille-de-Lellis, Sainte-Justine, Lac-Etchemin, Saint-Just-de-Bretenières et Sainte-Apolline-de-Patton. Le mont Sugar Loaf, une montagne située à Sainte-Lucie-de-Beauregard, est visible depuis le sommet de la montagne.

## Histoire
Avant la colonisation des terres, la montagne était occupée par des peuples autochtones. En effet, le lac Forgues et le lac Gravier situés au pied du Bonnet, étaient très propices à la pêche. Certains autochtones suivaient la rivière Etchemin en passant par le Bonnet pour rejoindre la rivière des Orignaux puis le fleuve Saint-Jean. À partir de 1869, de premières maisons commençaient à apparaître au pied de la montagne. Au début du XXe siècle, une grande croix d'acier illuminée est érigée au sommet du Bonnet. Celle-ci avait comme fonction de protéger les cultures de sarrasin ou autres des gels hâtifs à l’automne.

## Activités
Le Bonnet est un site d’intérêt important et un lieu de randonnée pédestre. La tour d'observation située au sommet de la montagne permet une vue à 360° sur la région. Il est possible lors des journées au ciel dégagé d’apercevoir le mont Katahdin dans le Maine, situé à plus de 100 km.